# Anne Hiltpold
Pour l’article homonyme, voir Hugues Hiltpold.
Anne Hiltpold, née le 17 janvier 1973 à Genève (originaire de Carouge), est une personnalité politique suisse, membre du Parti libéral-radical.
Elle est membre du Conseil d'État du canton de Genève depuis le 1er juin 2023, à la tête du département de l'instruction publique, de la formation et de la jeunesse. 

## Biographie
Anne Hiltpold naît le 17 janvier 1973 à Genève. Elle est originaire de Carouge. Son père, Pierre Hiltpold, architecte, est membre du Conseil administratif de Carouge pendant 16 ans et maire de la commune en 1983. Elle a deux frères aînés : le conseiller national Hugues Hiltpold et le conseiller municipal d'Onex Yves Hiltpold. Leur cousin Serge Hiltpold est député au Grand Conseil du canton de Genève.
Elle grandit à Carouge et y suit toute sa scolarité. Elle obtient une licence en droit en Allemagne en 1996 et le brevet d'avocat genevois en 2000. Elle fait son stage dans le cabinet du conseiller national libéral-radical Christian Lüscher.
Elle est nommée secrétaire générale adjointe de la Chambre genevoise immobilière en 2008.
Séparée (elle est aussi connue sous son nom de mariage Anne Hiltpold Lädermann,), elle est mère de deux enfants.

## Parcours politique
Elle est membre du Parti radical-démocratique avant sa fusion avec le Parti libéral en 2009 pour former le Parti libéral-radical.
Elle est élue au Conseil municipal (législatif) de Carouge en 1999. Elle en démissionne en 2009 à la suite de sa séparation d'avec son mari avant d'être réélue en 2011. Présidente de la section carougeoise du Parti libéral-radical à partir de 2012, elle préside également le législatif carougeois du 31 mai 2013 au 30 mai 2014.
Elle est élue au Conseil administratif (exécutif) de Carouge au second tour le 10 mai 2015. Elle y est chargée de la petite enfance, des ressources humaines, du social et de la police municipale. Elle est facilement réélue au premier tour le 15 mars 2020. Elle exerce la fonction de maire du 1er juin 2017 au 31 mai 2018 et du 1er juin 2021 au 31 mai 2022.
Elle est désignée le 9 juin 2022 candidate officielle de son parti au Conseil d'État, aux côtés de la sortante Nathalie Fontanet. Elle crée la surprise en se plaçant à la quatrième place au premier tour. L'ensemble de la droite se réunit au sein d'une même alliance pour le second tour et elle est élue en deuxième position le 30 avril 2023. Elle se voit confier le département de l'instruction publique, de la formation et de la jeunesse.